# 安徽省潜山野寨中学
安徽省潜山野寨中学，简称野寨中学，是安徽省潜山市的一所高级中学，坐落于国家级风景名胜区天柱山麓，为安徽省示范高中。该校为中国大陆唯一一所为守陵而建的中学。

## 校史
学校创建于1943年，时为纪念国民革命军第四十八军一七六师阵亡将士，由皖鄂十三县知名人士募资而建，始名“景忠中学”，国民党官员范苑声(时任安徽省第一区行政督察专员兼保安司令)担任首任校长，学者乌以风担任首任校务主任。1949年与私立光华中学合并，改名为“景华中学”，1952年改名“潜山初级中学”，1970年春改名为“安徽省潜山野寨中学”，1978年7月被定为安庆地区重点中学，2002年元月命名为省示范高中，2004年被命名为安徽省绿色学校、安徽省家教名校。2008年被命名为“省园林式单位”，并被中国人民解放军南京军区授牌为“国防生生源中学”，2012年获“国际生态学校绿旗”荣誉，被授为“安徽省科普教育基地”。同时，野寨中学还是安徽省新课程实验样本学校，安徽省电化教育设备Ⅰ类达标学校，安庆市青少年思想教育先进集体，安庆市爱国主义教育基地，安庆市国防教育基地，安庆市首批文明校园。

## 师生状况
野寨中学为普通高级中学建制，学校现有55个教学班，在校生近4000人，教职工220多人，中学高级教师80多人。其中，特级教师1人、省级优秀教师3人、市级以上学科带头人3人、市级以上骨干教师13人、市级以上教坛新星5人、市级以上先进教研个人8人。

## 知名校友
- 王文银：正威国际集团董事长
- 邹结富：中国节能环保集团公司总工程师
- 葛松印：原安徽省地震局副巡视员
- 王章来：安徽省高级人民法院副院长
- 李满旺：最高人民检察院计划财务装备局副局长
- 徐世全：原石家庄陆军指挥学院副院长
- 操云甫：中国科学院软件研究所副所长
- 朱满洲：安徽大学教授，长江学者特聘教授
- 徐义贤：浙江大学教授，国务院学科评议组成员